# Capotain

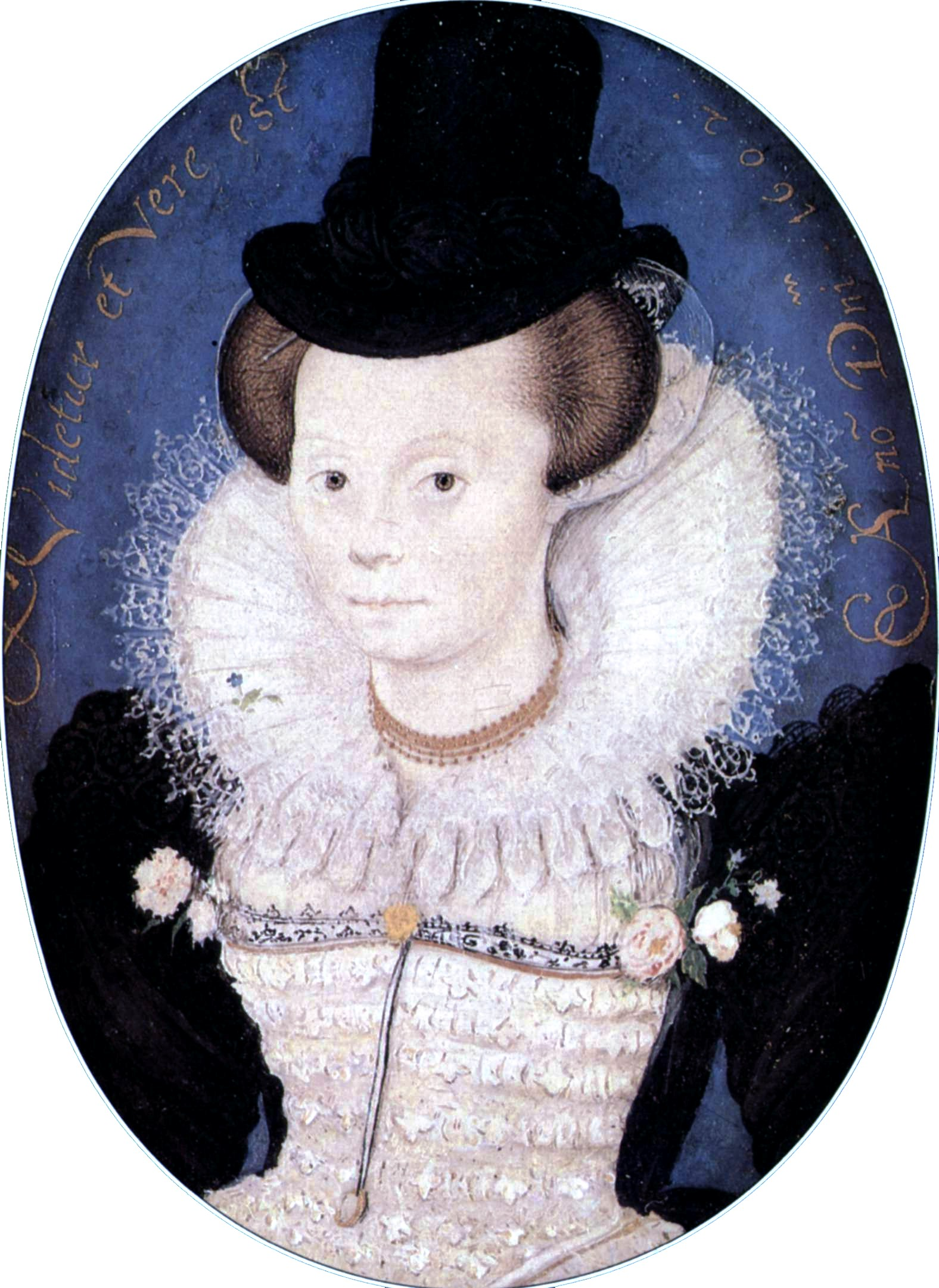
Người phụ nữ với chiếc mũ capotain của Nicholas Hilliard, 1602

Capotain, capatain, hay copotain, là một loại mũ có chóp cao, vành hẹp, hơi có dạng hình nón, thường có màu đen, được nam giới và phụ nữ đội từ những năm 1590 đến giữa thế kỷ XVII ở Anh và Tây Bắc Âu. Thời kỳ đầu, mũ capotain có dạng đỉnh chóp tròn; về sau, chúng bắt đầu được làm phẳng ở phía trên.
Mũ capotain đặc biệt gắn liền với trang phục Thanh giáo ở Anh trong những năm dẫn đến Nội chiến Anh và trong thời kỳ thuộc Khối thịnh vượng chung. Nó cũng thường được gọi là mũ chóp phẳng và mũ Pilgrim. Thuật ngữ mũ Pilgrim vốn có liên quan đến những người hành hương định cư ở thuộc địa Plymouth vào những năm 1620. Trái ngược với huyền thoại phổ biến, mũ capotain không bao giờ có khóa ở mặt trước; chi tiết này mãi đến thế kỷ 19 mới được tạo ra.
Có giả thuyết cho rằng mũ capotain đã truyền cảm hứng cho loại mũ chóp cao sau này.

## Hình ảnh

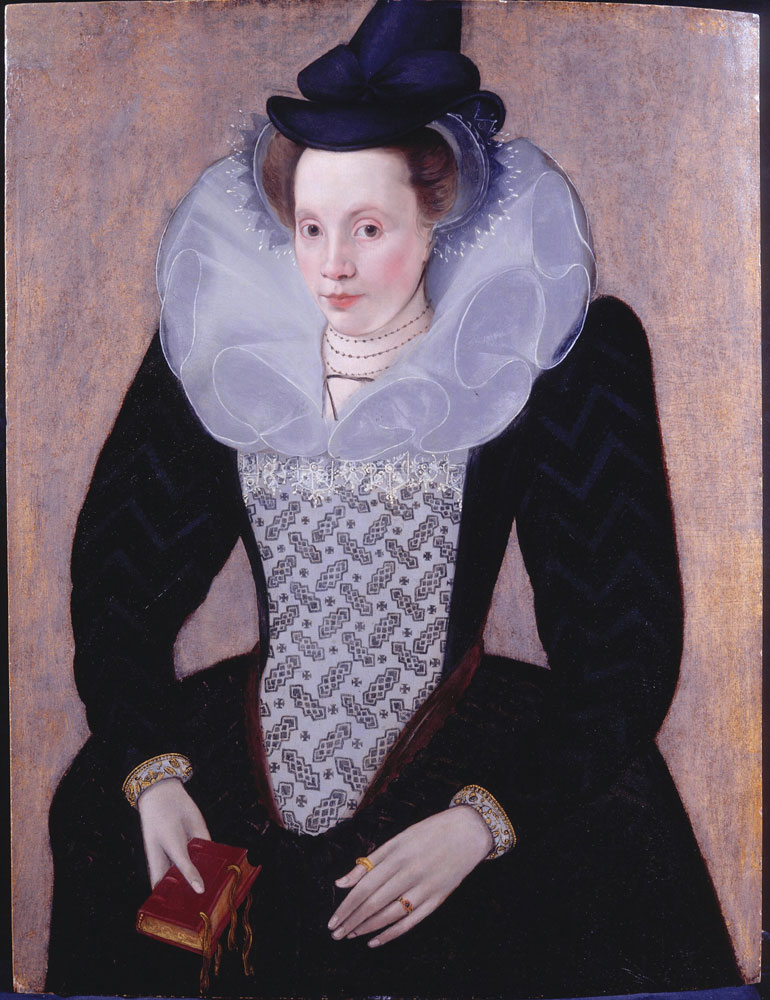
England, 1592 (Portrait of an Unknown Lady, attributed to Robert Peake the Elder)
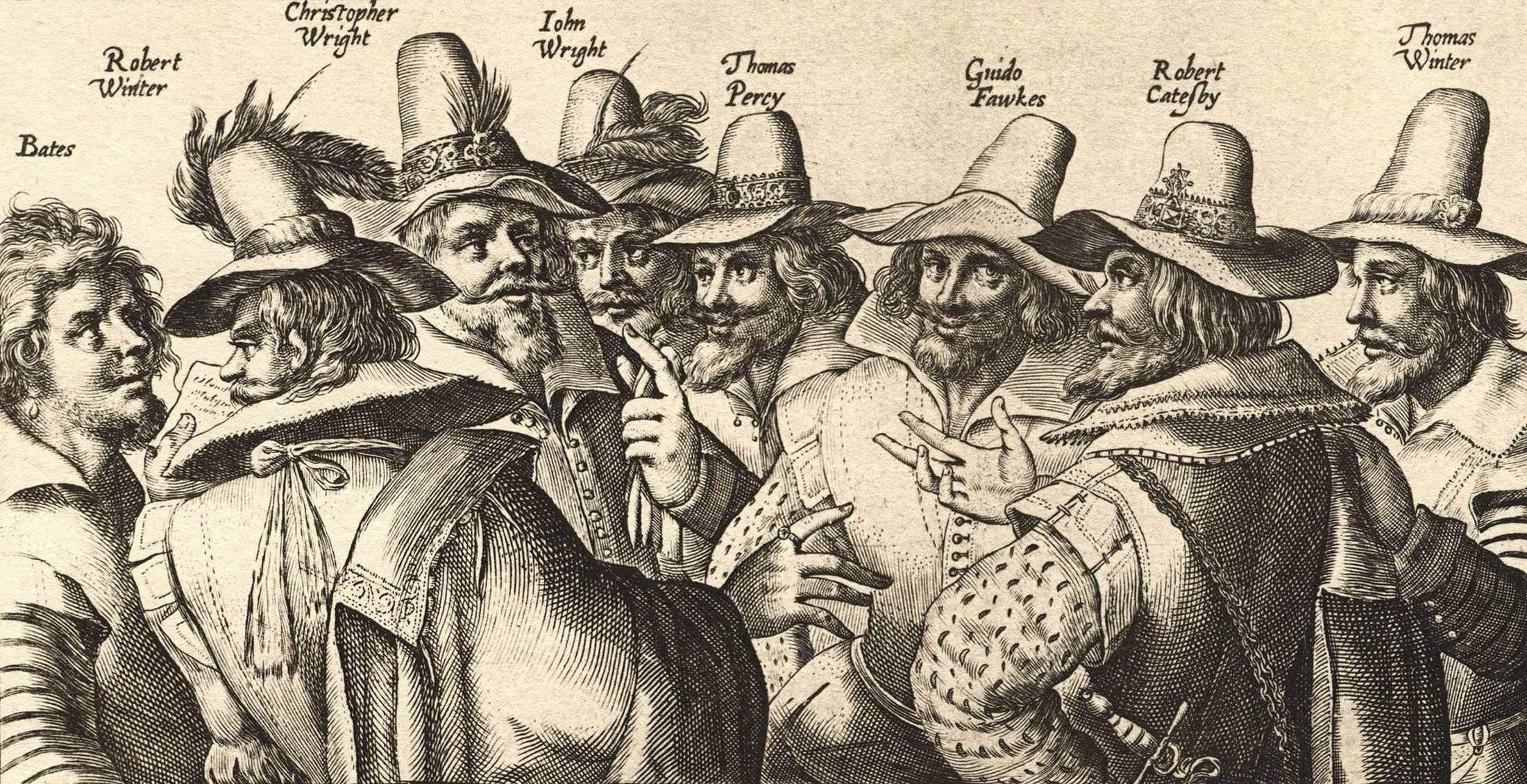
England, 1600s (Detail from a contemporary engraving of the Gunpowder Plotters)
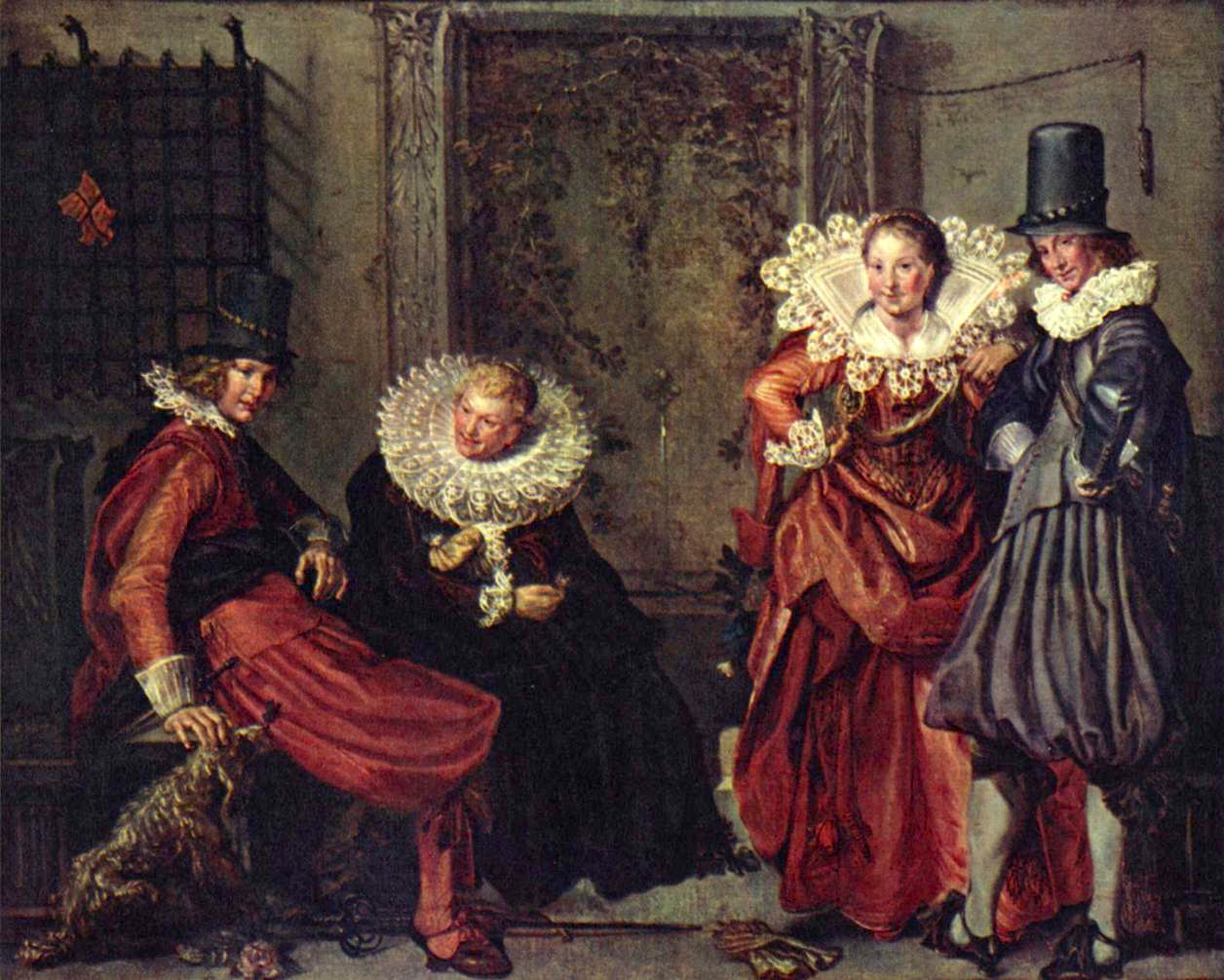
Holland, 1615 (Elegant Couples Courting by Willem Pieterszoon Buytewech)
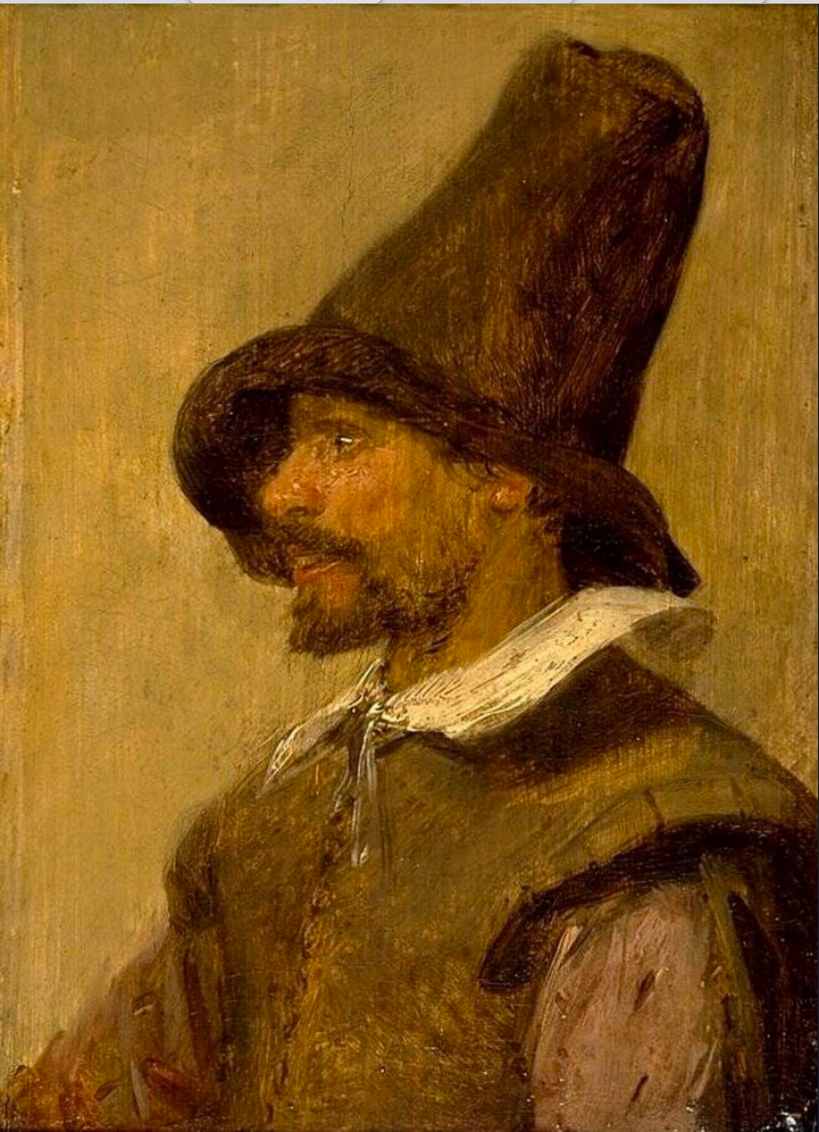
Flanders, 1630s (Man with a Hat painting by Adriaen Brouwer)
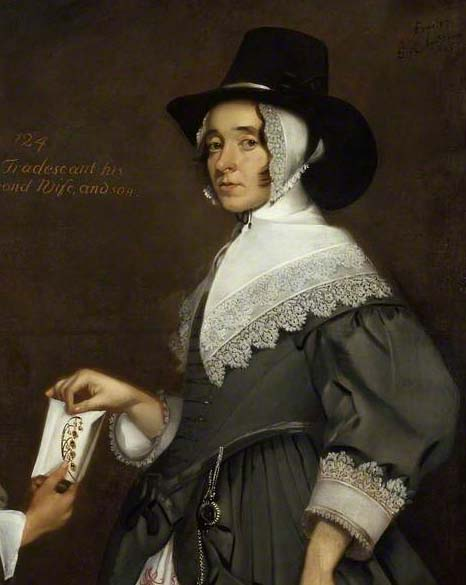
England, 1640s (Ester Tradescant and Son, attributed to Thomas de Critz)
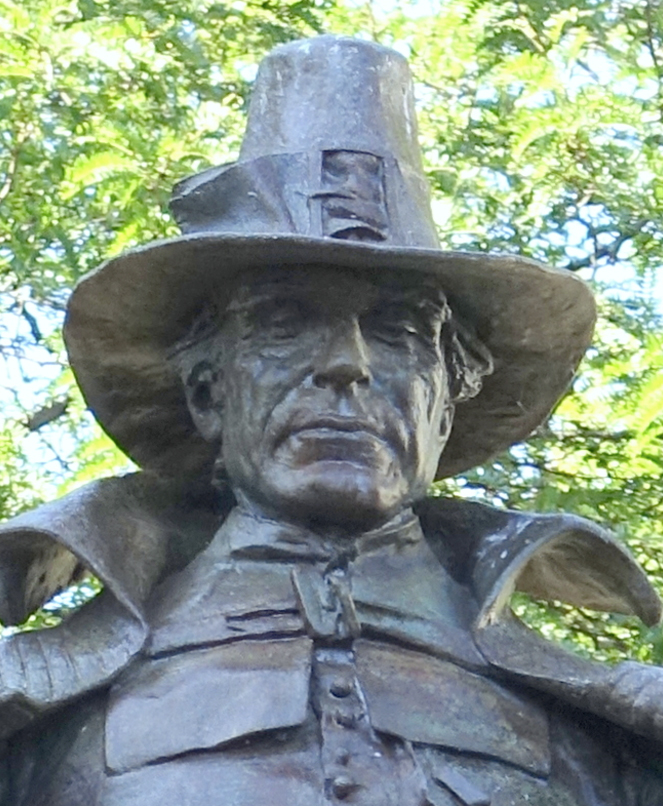
A spurious buckled capotain, as carved by Augustus St. Gaudens on The Puritan and The Pilgrim, 1887